# モントランブラン・リゾート

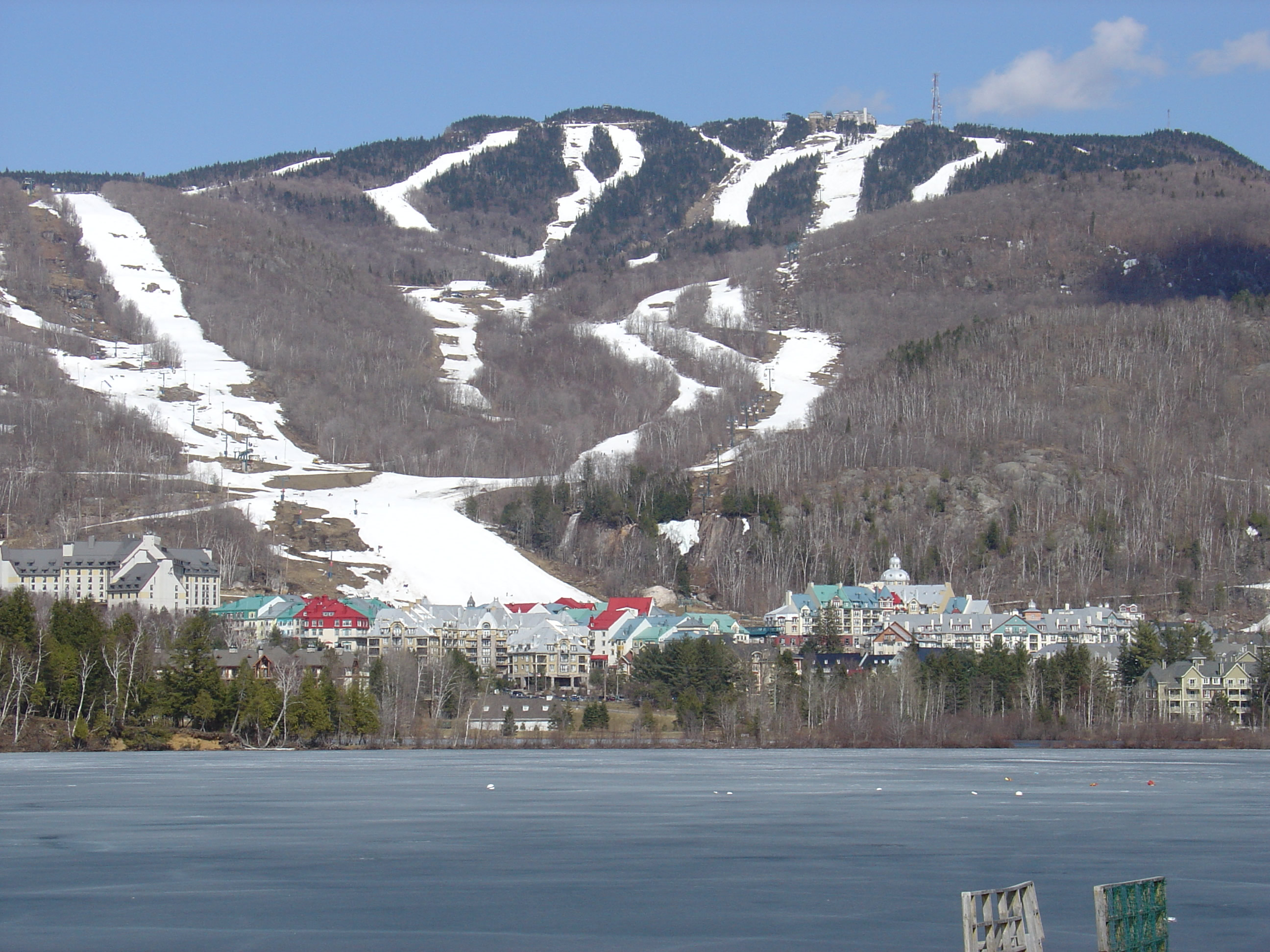
モン・トランブラン

モン・トランブラン・リゾート（英：Mont Tremblant Resort、仏：Station Mont Tremblant）は、カナダ・ケベック州モントリオールより車で北へ1時間半、モン・トランブランにあるリゾート地。特にスキーリゾートとして有名であるが、水泳のできる湖やゴルフコースなどもあり、夏期のアクティビティも盛ん。山の名前であるモン・トランブランはフランス語で「震える（揺れる）山」（英：trembling mountain）を意味する。山頂の高さは875mで周辺の山々で2番目に高い。紅葉の名所としても知られ毎年秋の時期になると紅葉を目当てに多くのツアー客が訪れる。

## ジョー・ライアン／シャトー・ボーバロン
モン・トランブランの歴史はシャトー・ボーバロン（Château Beauvallon）と呼ばれる建物と土地へのすぐれた先見性を見いだしたフィラデルフィア（アメリカ）出身の探検家ジョセフ・ボンドュラント・ライアン（Joseph Bondurant Ryan、または通称：ジョー・ライアン、Joe Ryan）の存在が大きく関わっている。
世紀の変わり目に生まれたジョー・ライアン（Joe Ryan）は、アメリカ鉄道業界で最も裕福な実業家の1人であったトーマス・フォーチュン・ライアン（Thomas Fortune Ryan）の孫であり、祖父の野心を受け継いだジョー・ライアンは、探検や旅行をも好んだ。
トランブランの土地をこよなく愛したジョー・ライアンがモン・トランブランを最初に訪れたのは1938年。ライアンはトランブラン山に苦難の末、登り抜き、山頂に辿り着いた瞬間、この山のもつ魅力に心を奪われる。この時、彼はここに世界有数のアルペン村を作り、各都市へアクセスできるように変えることを決心する。そして、このことがその後のトランブランのあり方を運命づけることになる。
翌年の1939年、ジョー・ライアンはマリー・ラザフォード（Mary Rutherford）と結婚し、年の終わりにモン・トランブランは公式にスキーリゾートとしてオープンする。タイムマガジン（Time magazine）にはローレンシャンをアメリカ人スキーヤーに人気のスポットとして、モン・トランブランを最も新しい流行の場所として紹介している。
1942年にジョー・ライアンは妻のマリー・ライアンと共にシャトー・ボーバロンをオープン。当初はゴルフコースのクラブハウスとして建てられるはずだったが、実現することはなかった。それにもかかわらず、モン・トランブラン地区で重要なランドマークとなる。1949年にはシャトー・ボーバロンをハリー・ストークス（Harry Stokes）とイザベル・ストークス（Isabelle Stokes）に売り渡し、その後、11年間、宿屋として経営される。1950年代、シャトー・ボーバロンは同地区でも最も名の通ったパーティー会場となり、お酒や料理、ジャズのライブ演奏などを楽しむ社交の場となる。
そして1960年代、シャトー・ボーバロンは形を変え、1976年には長期滞在向けの施設となる。アレックス・リデル（Alex Riddell）とジュディー・リデル（Judy Riddell）は建物を改修し、旅館として経営（最大30人まで）。1980年代、俳優のポール・ニューマン（Paul Newman）が滞在客でアレックス・リデルがスキーへ連れて行ったこともある。
1998年、リデル夫妻はシャトー・ボーバロンをRHKディベロップメント（RHK Developments）に売却し、老朽化した旅館は閉館される。2003年、空っぽになった建物は、同じくフィラデルフィア出身のリチャード・マスターソン（Richard Masterson）とカナダ人パートナーであるギャビン・マクドナルド（Gavin MacDonald）とピエール・ドュプレ（Pierre Dupre）が率いるグループ・アヴァンタージュ（Groupe Avantage）に再度売却された。
歴史的な重みがあるシャトー・ボーバロンの建物はこのドュプレによって受け継がれる。ピエール・ドュプレの父はトランブランで最初の医者で、ジョー・ライアンと同様にこの場所に魅せられた人物である。2005年12月21日に新しくなったシャトー・ボーバロンには70の客室を持つ高級コンドと新しいロビーとレストランがオープンしている。

## 歴史
最初のリフトが導入されたのは1939年で、ロッジも同年にオープン。イントラウェスト（Intrawest）による拡張工事の際、施設を移動したが現在もビレッジ内に残っている。
リゾートがオープンした初期の頃、ラジオ放送局のブロードキャスターでスキーに情熱を注ぐアメリカ人、ローウェル・トーマス（Lowell Thomas）はラジオ放送を通じて同リゾートの知名度を上げるのに貢献することとなった。同リゾートにはローウェル・トーマスや初期のファンによって名付けられたスキーリフトやトレイルがある。
リゾートは1991年まで独立経営を続けていたが、イントラウェスト（Intrawest）に買収される。イントラウェストは買収後すぐに、歩行者天国であるモントランブラン・ビレッジの建設をリゾート内に始め、新しいリフトやゴンドラを導入した。グランド・マニトー・サミット・ロッジ（Grand Manitou summit lodge）も再建された建物のうちの1つ。

## モン・トランブラン・ビレッジ
イントラウェストによって整備されたモン・トランブラン・ビレッジ（Pedestrian Village）には、歩行者専用道路やお洒落なショッピング街、ナイトライフやアフタースキーの楽しみ、スロープサイドに立ち並ぶ宿泊施設などがあり、モン・トランブランを東部カナダでもユニークなスキーリゾートに変えた。旅行者はビレッジ内に滞在中、車を簡単に駐車して置いておけるようなっている。
カブリオレ（Cabriolet）と呼ばれるゴンドラタイプの無料リフトがあり、ビレッジ内の高い地点と低い地点とを結んでいる。また、このリフトの高い地点から山の頂上を結ぶメインのゴンドラに乗ることが出来る（有料）。
また、このリゾート内にあるモン・トランブラン・ビレッジとモン・トランブラン村とは、名前が似ていることから混同しやすいがそれぞれ別の場所である。

## リゾート施設
モン・トランブランは2005年、スキー雑誌（Ski Magazine）によって、北アメリカ東部のスキーリゾートとしては8年連続してトップの評価を受けている。主なスキーリゾートの面積は2.4km2（600acres）以上で、スキーとスノーボーディングのトレイルが4つのエリアに分けられている。
- ノース・サイド（North Side （仏：Versant Nord））
- サウス・サイド（South Side （仏：Versant Sud））
- サニー・サイド（Sunny Side （仏：Versant Soleil））
- ザ・エッジ（The Edge （仏：Versant Edge））

2005年の冬のシーズン中、リゾートには94ものコースがあり、最も長いもので6kmに及ぶ。コースはそれぞれ初心者向けに16、中級者向けに31、上級者向けに37、エキスパート専用が10ある。
リゾートの特徴として、スキーリフトが13あり、内訳はゴンドラが2つ、取り外し可能なリフトが5つ、通常のリフトが3つ、マジック・カーペットが3つ。これらのリフトは合計で1時間に27,230人を運ぶことが出来る。しかし、レギュラーシーズンの土曜日であればゴンドラの待ち時間は40分を超えることがある。
山頂にはレストランなどの施設や冬と夏にオープンしているグランド・マニトー（Le Grand Manitou）がある。

## 周辺地域

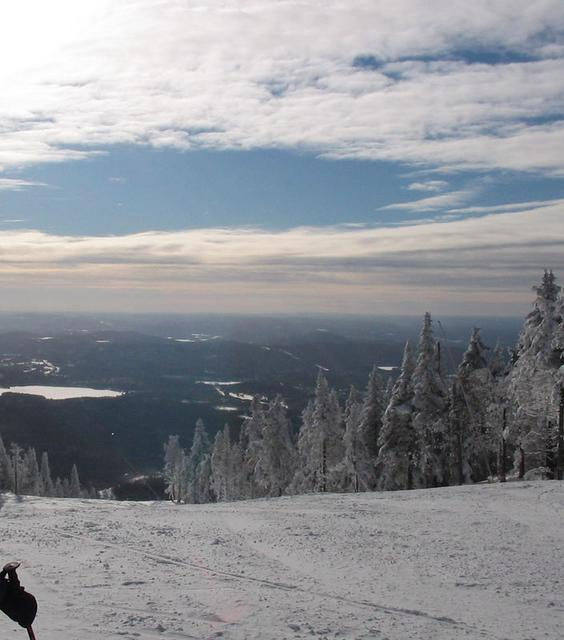
モン・トランブランの山頂から

丘や谷に囲まれているため、クロスカントリーのトレイルがたくさんある。スキートレイルは隣町のスキートレイルとつながっていて、（特に自然愛好家らが）スキーで滑りながらモントリオール郊外のブランビル（Blainville）まで数日かけて下ったり（上ったり）することができるようになっている。
モン・トランブランは四季折々のアクティビティがあり、谷に囲まれた小さな湖やうっそうとした針葉樹林に加え、1千以上のコテージがある。ゴルフコースやハイキング・トレイル、ゆっくりカヌーをするのに適した小さな川もある。
マウンテンバイク用のトレイルも数多くあり、自転車専用の道路も整備されている。
レース会場であるモン・トランブラン・サーキットもあり、インディカー・シリーズやF1、カンナム・シリーズ、トランザム・シリーズなどを開催したことがあり、現在はグランド・アメリカン・ロード・レーシングを主催している。

## 宿泊施設
同リゾートには様々なホテルや長期滞在用のコンドがあり、その多くはビレッジ内にあるため、山まで徒歩圏内で行ける場所に位置する。